# Архитектура и строительство России
«Архитектура и строительство России» — научно-практический и культурно-просветительский журнал по архитектуре и строительству в РФ.
Журнал «Архитектура и строительство России» входит в перечень рецензируемых научных изданий Высшей аттестационной комиссии (ВАК), в которых должны быть опубликованы основные научные результаты диссертаций на соискание ученой степени кандидата наук, на соискание ученой степени доктора наук. Журнал включен в базу данных Российского индекса научного цитирования (РИНЦ), поддерживаемую Научной электронной библиотекой.

## История
Журнал «Архитектура и строительство России» был основан в 1933 году как орган Союза советских архитекторов. Первоначальное название журнала «Архитектура и строительство». Предшественником журнала «Архитектура и строительство России» был журнал «Советская архитектура».
С 1941 года на период Великой Отечественной войны издание журнала было остановлено и продолжено после войны.
В 1960—1989 годах журнал выходит с участием Госстроя России под названием «На стройках России», а его редакция входит в состав издательства «Советская Россия» (позже «Русская книга»).
С 1989 года после реорганизации журнала он носит название «Архитектура и строительство России». Выходит журнал при участии Союза архитекторов России.
В 1991 года Журнал претерпел реорганизацию под руководством Председателя редколлегии — А. М. Сидорина.
Журнал претерпел два приостановления и две реорганизации, сменил название, статус на международный независимый некоммерческий, расширил тематику: архитектура, градостроительство, реставрация и реконструкция архитектурного наследия, дизайн архитектурной среды, дизайн, культовое зодчество, ландшафтная архитектура, строительные материалы и технологии и др.
С 2015 года Председатель редколлегии и Главный редактор — Н. Ф. Метленков.
Журнал распространяется в России, странах СНГ и дальнего зарубежья (Австралия, Австрия, Великобритания, Германия, Италия, Канада, Китай, США, Франция и др.).
Несмотря на то, что журнал адресован, прежде всего, специалистам, круг его читателей весьма широк, и включает студентов бакалавриата, магистров, аспирантов, стажеров и всех культурных людей, которых волнуют вопросы архитектурного формирования благоприятной среды жизнедеятельности человека.
Тематика журнала:
- Архитектура
- Градостроительство
- Реставрация и реконструкция архитектурного наследия
- Ландшафтная архитектура
- Культовое зодчество
- Строительные материалы и технологии
- Дизайн
- Дизайн архитектурной среды

Отрасли науки: технические науки, искусствоведение.
Группы специальностей научных работников:
- 05.23.00 «Строительство и архитектура»
- 17.00.00 «Искусствоведение»

Журнал издается при содействии Российской академии архитектуры и строительных наук (Кузьмин А. В.), Академии профессионального образования (Ткаченко Е. В.), Гильдии экспертов в сфере профессионального образования (Н. И. Максимов), Подкомитета по формированию и развитию кадрового потенциала в области управления интеллектуальной собственностью Комитета Торгово-Промышленной Палаты РФ по интеллектуальной собственности, Фонда поддержки и развития образования, творчества, культуры (Баяхчян Е. В.), Проектной мастерской «Точка сборки» (Ильвицкий Д. Ю.), Школы архитектурного развития.

## Руководство
Председатель редакционной коллегии журнала — Метленков Николай Федорович